# مچکوویتسا
مچکوویتسا (به بلغاری: Mechkovitsa) یک منطقهٔ مسکونی در بلغارستان است که در شهرستان گابروو واقع شده‌است.